# Gunilla Schildt Stuart
Gunilla Schildt Stuart, folkbolkförd som Gunilla Evertsdotter Schildt, född 7 augusti 1930 i Uppsala, är en svensk textilkonstnär.

## Biografi
Schildt Stuart föddes i Uppsala, men flyttade runt mycket under sin uppväxt. Hennes fader, Evert Schildt, var läkare, och hade anställningar på flera olika platser. Han blev senare överläkare i Norrköping. Hon gick på gymnasium i Umeå, där hon under gymnasietiden praktiserade på hemslöjden i Umeå.
Efter studenten studerade hon textillinjen vid Konstfack, mellan 1948 och 1952. Under tiden på Konstfack vann hon Nils Nessims mönsterpristävlan 1951, med mönstret Fikon.
1952 examinerades hon från Konstfack, och arbetade en tid på Licium. Hon gifte sig med Walter Stuart, och de flyttade tillsammans till Blekinge. Under 1960-talet formgav hon i huvudsak kyrkliga textilier, ryor och broderimönster åt Östergötlands läns hemslöjdsförening. 1968 anställdes Schildt Stuart vid Nordiska Kompaniets textilkammare av Astrid Sampe. Hon verkade där fram till att textilkammaren lades ner 1971. Därefter arbetade hon bland annat som kultursekreterare i Sigtuna kommun.
Schildt Stuart har bland annat tagit fram ett antal broderimönster för dukar, inte minst juldukar. Hon finns bland annat representerad på Upplandsmuseet. Hon har även formgivit altarbrun och kormatta till Mogata kyrka, samt baldakinen till Umeå stads kyrka.